# Variable de clase
En programación orientada a objetos, una variable de clase o variable miembro de dato estático es una variable, al contrario que las variables de instancia, propia de la clase que la contiene y no de instancias de la misma. Esto quiere decir que todos los objetos que se creen de esta clase comparten su valor, son llamadas variables estáticas,
Por ejemplo, supongamos que hay una clase llamada perro y que tiene una variable llamada patas. Cuando hagamos una instancia de la clase perro esta variable tendrá el mismo valor en todas las instancias creadas y por eso se dice que comparten su valor, y en caso de que el valor cambie cambiará para todas las instancias creadas de la clase perro.
Por ejemplo en Java, para invocar una variable de clase no es necesario crear un objeto de la clase, pero si se quiere llamar desde otra clase es necesario escribir el nombre de la clase que la contiene seguido de un punto y el nombre de la variable, de esta forma:
```
NombreClase.nombreVariable
```

Además es necesario que el método que la llame también sea estático (static).